# Gergely Ivanics
Gergely Ivanics (* 8. April 1978) ist ein ehemaliger ungarischer Radrennfahrer.

## Leben
Gergely Ivanics konnte 2004 zum ersten Mal die Gesamtwertung der Tour de Pécs für sich entscheiden. Im nächsten Jahr gewann er dort eine Etappe und wurde Gesamtdritter. 2006 war er auf vier Teilstücken erfolgreich und gewann auch die Gesamtwertung. Außerdem wurde er 2006 ungarischer Vizemeister im Straßenrennen und er gewann eine Etappe der T-Mobile Criterium Tour. In der Saison 2007 fuhr er für das Team Cornix, wo er den Balaton Maraton sowie eine Etappe und die Gesamtwertung der Tour de Pécs für sich entschied. 2008 und 2009 fuhr Ivanics für das ungarische Continental Team P-Nívó Betonexpressz 2000 Corratec. In seinem ersten Jahr dort gewann er vier Etappen der Tour de Pécs und den Grand Prix P-Nívó. Im Jahr 2014 wurde er ungarischer Meister im Punktefahren.

## Erfolge

### Straße
2008
- Grand Prix P-Nívó

2009
- Grand Prix Betonexpressz 2000

### Bahn
2014
- Ungarischer Meister – Punktefahren

## Teams
- 2007 Team Cornix
- 2008 P-Nívó Betonexpressz 2000 Corratec
- 2009 Betonexpressz 2000-Limonta